# Michael Bivins
Michael Lamont Bivins, también conocido simplemente como Biv (10 de agosto de 1968 en Boston, Massachusetts), es el fundador y miembro del grupo R&B New Edition y del grupo de hip hop Bell Biv DeVoe. No sólo actúa en ambos grupos, sino también gestiona y produce para otros artistas, sobre todo Another Bad Creation, MC Brains, Boyz II Men y 702, los cuales fueron firmados por el sello Motown. Actúa como empresario de música y A&R de sus propios actos.
Bivins ha tenido un papel menor en la película Friday After Next, y la estrella invitada como DJ en la seudo-la estación de radio CSR 103.9 en el exitoso videojuego Grand Theft Auto: San Andreas. Más recientemente, hizo una aparición en la película de baloncesto Crossover como un personaje conocido como ataque al corazón. Él también está a cargo del artista para el Desarrollo Making the Band 4.